# Deutsche Leichtathletik-Meisterschaften 1979/Resultate
Der Hauptteil der Wettbewerbe bei den 79. Deutschen Leichtathletik-Meisterschaften wurde vom 10. bis 12. August 1979 im Stuttgarter Neckarstadion ausgetragen.
In der hier vorliegenden Auflistung werden die in den verschiedenen Wettbewerben jeweils ersten acht platzierten Leichtathletinnen und Leichtathleten aufgeführt. Eine Übersicht mit den Medaillengewinnerinnen und -gewinnern sowie einigen Anmerkungen zu den Meisterschaften findet sich unter dem Link Deutsche Leichtathletik-Meisterschaften 1979.
Wie immer gab es zahlreiche Disziplinen, die zu anderen Terminen an anderen Orten stattfanden – in den folgenden Übersichten jeweils konkret benannt.

## Meisterschaftsresultate Männer

### 100 m
| Platz | Athlet, Verein                              | Zeit (s) |
| ----- | ------------------------------------------- | -------- |
| 1     | Fritz Heer (TV Viernheim)                   | 10,45    |
| 2     | Werner Zaske (SV Saar 05 Saarbrücken)       | 10,53    |
| 3     | Dieter Gebhard (SV Salamander Kornwestheim) | 10,54    |
| 4     | Karlheinz Weisenseel (MTG Mannheim)         | 10,60    |
| 5     | Werner Bastians (TV Wattenscheid 01)        | 10,64    |
| 6     | Richard Luxenburger (LAC Quelle Fürth)      | 10,68    |
| 7     | Christian Haas (LAC Quelle Fürth)           | 10,69    |
| 8     | Daniel Schlotterbeck (Jugend 07 Bergheim)   | 10,83    |

Datum: 11. August
Wind: +0,6 m/s

### 200 m
| Platz | Athlet, Verein                               | Zeit (s) |
| ----- | -------------------------------------------- | -------- |
| 1     | Franz-Peter Hofmeister (LG Bayer Leverkusen) | 20,68    |
| 2     | Fritz Heer (TV Viernheim)                    | 20,79    |
| 3     | Karlheinz Weisenseel (MTG Mannheim)          | 20,93    |
| 4     | Erwin Skamrahl (SV Union Groß-Ilsede)        | 20,95    |
| 5     | Daniel Schlotterbeck (Jugend 07 Bergheim)    | 21,08    |
| 6     | Ulrich Haupt (LG Bayer Leverkusen)           | 21,15    |
| 7     | Robert Tempel (Jugend 07 Bergheim)           | 21,39    |
| 8     | Bruno Werner (SV Salamander Kornwestheim)    | 21,82    |

Datum: 12. August
Wind: +1,6 m/s

### 400 m
| Platz | Athlet, Verein                               | Zeit (s) |
| ----- | -------------------------------------------- | -------- |
| 1     | Harald Schmid (TV Gelnhausen)                | 44,92    |
| 2     | Franz-Peter Hofmeister (LG Bayer Leverkusen) | 45,33    |
| 3     | Martin Weppler (VfB Stuttgart)               | 45,97    |
| 4     | Erwin Skamrahl (SV Union Groß-llsede)        | 46,28    |
| 5     | Lothar Krieg (Eintracht Frankfurt)           | 46,41    |
| 6     | Günter Karge (LG Bayer Leverkusen)           | 46,65    |
| 7     | Joachim Rabstein (LG Bayer Leverkusen)       | 46,85    |
| 8     | Franz-Josef Löhrer (ASV Köln)                | 47,00    |

Datum: 11. August

### 800 m
| Platz | Athlet, Verein                      | Zeit (min) |
| ----- | ----------------------------------- | ---------- |
| 1     | Willi Wülbeck (TV Wattenscheid)     | 1:46,0     |
| 2     | Thomas Wilking (OSC Thier Dortmund) | 1:47,1     |
| 3     | Hans-Peter Ferner (MTV Ingolstadt)  | 1:47,2     |
| 4     | Herbert Wursthorn (VfB Stuttgart)   | 1:48,0     |
| 5     | Dieter Riebe (LG Bayer Leverkusen)  | 1:48,1     |
| 6     | Reinhard Aechtle (ASC Darmstadt)    | 1:48,2     |
| 7     | Jürgen Stenzel (TSV Kirchhain)      | 1:48,3     |
| 8     | Hans Lang (MTV Ingolstadt)          | 1:48,3     |

Datum: 12. August

### 1500 m
| Platz | Athlet, Verein                                   | Zeit (min) |
| ----- | ------------------------------------------------ | ---------- |
| 1     | Dr. Thomas Wessinghage (USC Mainz)               | 3:37,7     |
| 2     | Uwe Becker (VfL Wolfsburg)                       | 3:38,7     |
| 3     | Harald Hudak (LG Bayer Leverkusen)               | 3:40,6     |
| 4     | Ingo Falk (FC Bayer 05 Uerdingen)                | 3:45,2     |
| 5     | Michael Lederer (ASC Darmstadt)                  | 3:43,0     |
| 6     | Henning von Papen (ASV Köln)                     | 3:43,1     |
| 7     | Bernhard Gatzke (LG Jägermeister Bonn-Troisdorf) | 3:43,8     |
| 8     | Hans Allmandinger (VfB Stuttgart)                | 3:46,7     |

Datum: 11. August

### 5000 m
| Platz | Athlet, Verein                             | Zeit (min) |
| ----- | ------------------------------------------ | ---------- |
| 1     | Frank Zimmermann (SCC Berlin)              | 13:37,0    |
| 2     | Christoph Herle (LAC Quelle Fürth)         | 13:39,7    |
| 3     | Werner Grommisch (LAZ Rhede)               | 13:42,4    |
| 4     | Wolf-Dieter Poschmann (TV Wattenscheid 01) | 13:47,6    |
| 5     | Hans-Jürgen Orthmann (VfL Wehbach)         | 14:02,5    |
| 6     | Ingo Sensburg (Neuköllner Sportfreunde)    | 14:03,5    |
| 7     | Ralf Salzmann (PSV Grün-Weiß Kassel)       | 14:06,5    |
| 8     | Norbert Rautenberg (LC Mengerskirchen)     | 14:13,3    |

Datum: 12. August

### 10.000 m
| Platz | Athlet, Verein                          | Zeit (min) |
| ----- | --------------------------------------- | ---------- |
| 1     | Karl Fleschen (TuS 04 Leverkusen)       | 28:40,1    |
| 2     | Hans-Jürgen Orthmann (VfL Wehbach)      | 28:59,9    |
| 3     | Christoph Herle (LAC Quelle Fürth)      | 29:02,4    |
| 4     | Ingo Sensburg (Neuköllner Sportfreunde) | 29:03,5    |
| 5     | Norbert Rautenberg (LC Mengerskirchen)  | 29:04,5    |
| 6     | Günter Mielke (LG Neckar-Odenwald)      | 29:09,7    |
| 7     | Ralf Salzmann (PSV Grün-Weiß Kassel)    | 29:12,0    |
| 8     | Dirk Sander (LG Lage-Detmold)           | 29:13,1    |

Datum: 2. Juni
fand in Ludwigshafen statt

### 25-km-Straßenlauf
| Platz | Athlet, Verein                                   | Zeit (h)  |
| ----- | ------------------------------------------------ | --------- |
| 1     | Hans-Jürgen Orthmann (VfL Wehbach)               | 1:16:09,4 |
| 2     | Edmundo Warnke (LAC Quelle Fürth)                | 1:16:1300 |
| 3     | Eberhard Weyel (TuS 04 Leverkusen)               | 1:16:3200 |
| 4     | Jochen Schirmer (LG Jägermeister Bonn-Troisdorf) | 1:16:4800 |
| 5     | Günter Zahn (LAC Quelle Fürth)                   | 1:17:5300 |
| 6     | Ralf Salzmann (PSV Grün-Weiß Kassel)             | 1:18:0000 |
| 7     | Anton Gorbunow (LAC Quelle Fürth)                | 1:18:0800 |
| 8     | Ingo Sensburg (Neuköllner Sportfreunde)          | 1:18:3600 |

Datum: 22. April
fand in Achern statt

### 25-km-Straßenlauf, Mannschaftswertung
| Platz | Verein, Besetzung                                                             | Zeit (h) |
| ----- | ----------------------------------------------------------------------------- | -------- |
| 1     | LAC Quelle Fürth I (Edmundo Warnke, Günter Zahn, Anton Gorbunow)              | 3:52:14  |
| 2     | Neuköllner Sportfreunde (Ingo Sensburg, Wilfried Jackisch, Hans-Jürgen Rose)  | 4:00:02  |
| 3     | LG Lage-Detmold (Dirk Sander, Norbert Bollweg, Cord Mühlenmeister)            | 4:00:14  |
| 4     | LG Jägermeister Bonn-Troisdorf (Jochen Schirmer, Ludwig Häfele, Heinz Kubelt) | 4:00:30  |
| 5     | LAC Quelle Fürth II (Hans-Otto Schirmer, Reinhard Leibold, Walter Herrmann)   | 4:00:41  |
| 6     | LG HNF Hamburg (Klaus-Dieter Holz, Bernd-Joachim Deters, Ohlshausen)          | 4:02:10  |
| 7     | PSV Grün-Weiß Kassel (Ralf Salzmann, Udo Engelbrecht, Lothar Mann)            | 4:03:38  |
| 8     | LG DJK boullo Andernach-Neuwied (Edmund Kaul, Nagel, Heßler)                  | 4:09:40  |

Datum: 22. April
fand in Achern statt

### Marathon
| Platz | Athlet, Verein                                 | Zeit (h) |
| ----- | ---------------------------------------------- | -------- |
| 1     | Michael Spöttel (LG Kreis Verden)              | 2:20:15  |
| 2     | Günter Mielke (LG Neckar-Odenwald)             | 2:20:24  |
| 3     | Ludwig Häfele (LG Jägermeister Bonn-Troisdorf) | 2:20:47  |
| 4     | Reinhard Leibold (LAC Quelle Fürth)            | 2:20:59  |
| 5     | Hans-Jürgen Orthmann (VfL Wehbach)             | 2:21:07  |
| 6     | Anton Gorbunow (LAC Quelle Fürth)              | 2:21:38  |
| 7     | Gerd Quack (Preussen Krefeld)                  | 2:25:13  |
| 8     | Rüdiger Grube (LG Gut-Heil Neumünster)         | 2:26:10  |

Datum: 1. September
fand in Hamburg-Neugraben statt

### Marathon, Mannschaftswertung
| Platz | Verein, Besetzung                                                                   | Zeit (h) |
| ----- | ----------------------------------------------------------------------------------- | -------- |
| 1     | LAC Quelle Fürth (Reinhard Leibold, Anton Gorbunow, Clemens Schneider-Strittmatter) | 7:09:50  |
| 2     | OSC Thier Dortmund (Peter Spahn, Reinhard Kowallek, Hans-Walter Kreft)              | 7:36:29  |
| 3     | LG Gut-Heil Neumünster (Rüdiger Grube, Lutz Philipp, Roland Szymaniak)              | 7:48:41  |
| 4     | LG Post Siemens Nürnberg (Harald Döhla, Rudolf Eckenweber, Klaus Fischer)           | 7:51:08  |
| 5     | LG Jägermeister Bonn-Troisdorf (Ludwig Häfele, Peter Köhn, Rainer Jenssen)          | 7:51:56  |
| 6     | LG HNF Hamburg (Bernd-Joachim Deters, Helmut Dreyer, Klaus-Dieter Holz)             | 7:55:15  |
| 7     | SV Saar 05 Saarbrücken (Werner Dörrenbächer, Volker Warschburger, Peter Alt)        | 7:58:53  |
| 8     | OSC Hoechst (Lothar Lauffs, Alfred Müller, Wolfgang Braun)                          | 8:01:45  |

Datum: 1. September
fand in Hamburg-Neugraben statt

### 110 m Hürden
| Platz | Athlet, Verein                              | Zeit (s) |
| ----- | ------------------------------------------- | -------- |
| 1     | Karl-Werner Dönges (VfL Sindelfingen)       | 13,85    |
| 2     | Dieter Gebhard (SV Salamander Kornwestheim) | 13,88    |
| 3     | Hans-Gerd Klein (LG Bayer Leverkusen)       | 14,02    |
| 4     | Winfried Kessel (Jugend 07 Bergheim)        | 14,24    |
| 5     | Wolfgang Muders (LG Bayer Leverkusen)       | 14,28    |
| 6     | Peter Scholz (Eintracht Frankfurt)          | 14,33    |
| 7     | Michael Krause (LG Wedel-Pinneberg)         | 14,43    |
| 8     | Hans-Walter Schmitt (USC Heidelberg)        | 14,49    |

Datum: 12. August
Wind: +0,4 m/s

### 400 m Hürden
| Platz | Athlet, Verein                        | Zeit (s) |
| ----- | ------------------------------------- | -------- |
| 1     | Bernd Herrmann (TuS 04 Leverkusen)    | 50,99    |
| 2     | Thomas Forstkamp (SuS Schalke 96)     | 51,38    |
| 3     | Johannes Heling (TV Wattenscheid 01)  | 51,39    |
| 4     | Ulrich Zunker (LBV Phönix Lübeck)     | 51,41    |
| 5     | Martin Bürkle (LG Ortenau-Nord)       | 51,71    |
| 6     | Wolfgang Richter (TV Wattenscheid 01) | 52,03    |
| 7     | Friedrich Wenka (SKV Eglosheim)       | 52,08    |
| 8     | Ulf Meyer (Hamburger SV)              | 52,29    |

Datum: 11. August

### 3000 m Hindernis
| Platz | Athlet, Verein                           | Zeit (min) |
| ----- | ---------------------------------------- | ---------- |
| 1     | Michael Karst (USC Mainz)                | 8:33,9     |
| 2     | Oskar Huber (TV Waltenhofen)             | 8:36,5     |
| 3     | Willi Maier (TSV Genkingen)              | 8:38,7     |
| 4     | Manfred Schoeneberg (OSC Thier Dortmund) | 8:40,6     |
| 5     | Andreas Weniger (TSV 1860 München)       | 8:41,4     |
| 6     | Eberhard Weyel (TuS 04 Leverkusen)       | 8:45,4     |
| 7     | Reinhard Münzel (Rot-Weiß Koblenz)       | 8:52,5     |
| 8     | Peter Heine (LG Göttingen)               | 8:54,7     |

Datum: 11. August

### 4 × 100 m Staffel
| Platz | Verein, Besetzung                                                                         | Zeit (min) |
| ----- | ----------------------------------------------------------------------------------------- | ---------- |
| 1     | SV Salamander Kornwestheim (Wolfgang Jäger, Dieter Gebhard, Bruno Werner, Peter Klein)    | 40,12      |
| 2     | TV Wattenscheid 01 (Bernd Goldstein, Werner Bastians, Dieter Steinmann, Hans Fritzsche)   | 40,17      |
| 3     | LAC Quelle Fürth (Rudolf Hausner, Christian Haas, Reinhold Schlierf, Richard Luxenburger) | 40,53      |
| 4     | FC Bayer 05 Uerdingen (Peter Quasten, Christoph Trappe, Bernward Plenker, Peter Schwelm)  | 40,62      |
| 5     | LAZ Rhede (Thomas, Dieter Daniels, Matthias Spiegelhoff, Thomas Giessing)                 | 40,91      |
| 6     | USC Mainz (Uwe Eisenreich, Jens Schulze, Guido Kratschmer, Hans Metzler)                  | 41,09      |
| 7     | DSV Hannover 1878 (Geier, Rudolf Lüdemann, Wonczak, Peter Tegtmeier)                      | 41,20      |
| DNF   | Jugend 07 Bergheim (Heinz Busche, Robert Tempel, Winfried Kessel, Daniel Schlotterbeck)   |            |

Datum: 11. August

### 4 × 400 m Staffel
| Platz | Verein, Besetzung                                                                            | Zeit (min) |
| ----- | -------------------------------------------------------------------------------------------- | ---------- |
| 1     | LG Bayer Leverkusen (Günter Karge, Joachim Rabstein, Bernd Herrmann, Franz-Peter Hofmeister) | 3:04,0 BRV |
| 2     | VfB Stuttgart (Erich Klaiber, Michael Friese, Ulrich Heinle, Martin Weppler)                 | 3:08,00000 |
| 3     | OSC Thier Dortmund (Andreas Pesch, Michael Jopp, Werner Niederquell, Thomas Wilking)         | 3:08,30000 |
| 4     | FC Bayer 05 Uerdingen (Uwe Schummer, Peter Schwelm, Bernward Plenker, Christoph Trappe)      | 3:08,40000 |
| 5     | TV Wattenscheid 01 (Peter Steimel, Watzke, Johannes Heling, Wolfgang Richter)                | 3:09,30000 |
| 6     | Eintracht Frankfurt (Peter Scholz, Douglas Henderson, Lothar Krieg, Bernd Töpfer)            | 3:09,70000 |
| 7     | Post-SV Hannover (Jürgen Stark, Karl-Heinz Hotfiel, Werner Meyer, Hans-Dieter Kawan)         | 3:10,50000 |
| 8     | LG Jägermeister Bonn-Troisdorf (Uwe Kölpin, Stefan Fröhlich, Schmitz, Bodo Gesche)           | 3:10,90000 |

Datum: 12. August
Die LG Bayer Leverkusen stellte mit dieser Siegerzeit einen neuen DLV-Rekord für Vereinsstaffeln auf.

### 4 × 800 m Staffel
| Platz | Verein, Besetzung                                                                                | Zeit (min) |
| ----- | ------------------------------------------------------------------------------------------------ | ---------- |
| 1     | LAV Rala Ludwigshafen (Hans Giesa, Günther Lenske, Andreas Baranski, Wolfgang Frombold)          | 7:28,1     |
| 2     | Rot-Weiß Koblenz (Hans-Jürgen Nitzsche, Franz-Josef Weihrauch, Günter Henning, Bodo Wuttke)      | 7:30,3     |
| 3     | Eintracht Frankfurt (Walter Rentsch, Winfried Styra, M. Reibold, Hans Reibold)                   | 7:31,3     |
| 4     | FC Bayer 05 Uerdingen (Fischer, Ulrich Dübbert, Uwe Schummer, Ingo Falk)                         | 7:31,5     |
| 5     | LG Jägermeister Bonn-Troisdorf (Hans-Josef Haas, Ralf Stewing, Rudolf Brückner, Bernhard Gatzke) | 7:32,0     |
| 6     | LG Göttingen (Wickmann, Gerhard Holm, Volkmer, Peter Heine)                                      | 7:34,2     |
| 7     | LSG Saarbrücken-Sulzbachtal (Joachim Heinz, Dieter Krieger, Köhler, Thomas Schmidt)              | 7:35,6     |
| 8     | LG Wedel-Pinneberg (Michael Krieg, Bernd Smrcka, Bongartz, Frerk Meyer)                          | 7:47,3     |

Datum: 15. September
fand in Ingelheim statt

### 4 × 1500 m Staffel
| Platz | Verein, Besetzung                                                             | Zeit (min) |
| ----- | ----------------------------------------------------------------------------- | ---------- |
| 1     | LG Bayer Leverkusen (Peter Belger, Dieter Riebe, Karl Fleschen, Harald Hudak) | 15:22,2    |
| 2     | ASV Köln (Blödow, Tegenthoff, Henning von Papen, Manfred Nellesen)            | 15:28,8    |
| 3     | TSV 1860 München (Lechner, Schlegel, Huber, Weninger)                         | 15:30,4    |
| 4     | OSC Thier Dortmund (Wiegand, Martin Hedtkamp, Schoeneberg, Räker)             | 15:34,5    |
| 5     | LG Lage-Detmold (Otto, Sander, Bernd Woytina, Wagner)                         | 15:42,5    |
| 6     | TK zu Hannover (Adler, Peter Döbler, Siegbert Hahnefeld, Jost Wollstein)      | 15:43,6    |
| 7     | Rot-Weiß Koblenz (Stephan, Diederichs, Münzel, Christian Collisy)             | 15:45,2    |
| 8     | VfL Wolfsburg (Karsten Jung, Axel Diedrich, Karl Mann, Ulrich Parthier)       | 15:48,4    |

Datum: 15. September
fand in Ingelheim statt

### 20-km-Gehen
| Platz | Athlet, Verein                        | Zeit (h)  |
| ----- | ------------------------------------- | --------- |
| 1     | Gerhard Weidner (TSV Salzgitter)      | 1:28:44,9 |
| 2     | Heinrich Schubert (LAC Quelle Fürth)  | 1:29:50,1 |
| 3     | Wolfgang Wiedemann (LAC Quelle Fürth) | 1:30:27,9 |
| 4     | Karl Degener (TSV Salzgitter)         | 1:30:27,9 |
| 5     | Hans Binder (LAC Quelle Fürth)        | 1:31:21,2 |
| 6     | Jürgen Meyer (VfL Wolfsburg)          | 1:31:49,3 |
| 7     | Alfons Schwarz (LAC Quelle Fürth)     | 1:32:35,1 |
| 8     | Herbert Hellig (VfL Wolfsburg)        | 1:32:43,3 |

Datum: 11. August

### 20-km-Gehen, Mannschaftswertung
| Platz | Verein, Besetzung                                                          | Zeit (h)  |
| ----- | -------------------------------------------------------------------------- | --------- |
| 1     | LAC Quelle Fürth I (Heinrich Schubert, Wolfgang Wiedemann, Hans Binder)    | 4:31:39,2 |
| 2     | TSV Salzgitter (Gerhard Weidner, Karl Degener, Hans-Joachim Kloppe)        | 4:36:37,0 |
| 3     | VfL Wolfsburg (Jürgen Meyer, Herbert Hellig, Mario Kerber)                 | 4:42:04,2 |
| 4     | Eintracht Bad Kreuznach (Jürgen Kauer, Rainer Tryankowski, Walter Barzen)  | 4:44:02,5 |
| 5     | LAC Quelle Fürth II (Alfons Schwarz, Wolfgang Werner, Robert Mildenberger) | 4:50:15,7 |
| 6     | TSG 1878 Heidelberg (Peter Norden, Heinrich Jakob, Alfred Daske)           | 4:53:45,4 |
| 7     | LG Unterweser Brake (Jürgen Hold, Detlef Heitmann, Gerhard Scholz)         | 4:57:21,4 |
| 8     | TuS Ricklingen (Michael Ritter, Lüdtke, Hintenberg)                        | 4:59:09,6 |

Datum: 11. August

### 50-km-Gehen
| Platz | Athlet, Verein                         | Zeit (h) |
| ----- | -------------------------------------- | -------- |
| 1     | Hans Binder (LAC Quelle Fürth)         | 4:03:34  |
| 2     | Heinrich Schubert (LAC Quelle Fürth)   | 4:08:17  |
| 3     | Gerhard Weidner (TSV Salzgitter)       | 4:09:38  |
| 4     | Karl Degener (TSV Salzgitter)          | 4:12:58  |
| 5     | Wolfgang Werner (LAC Quelle Fürth)     | 4:13:52  |
| 6     | Walter Schwoche (Eintracht Hildesheim) | 4:15:49  |
| 7     | Jürgen Meyer (VfL Wolfsburg)           | 4:17:36  |
| 8     | Hans-Joachim Kloppe (TSV Salzgitter)   | 4:25:07  |

Datum: 15. Oktober
fand in Bergisch Gladbach statt

### 50-km-Gehen, Mannschaftswertung
| Platz | Verein, Besetzung                                                     | Zeit (h) |
| ----- | --------------------------------------------------------------------- | -------- |
| 1     | LAC Quelle Fürth (Hans Binder, Heinrich Schubert, Wolfgang Werner)    | 12:25:43 |
| 2     | TSV Salzgitter (Gerhard Weidner, Karl Degener, Hans-Joachim Kloppe)   | 12:47:43 |
| 3     | VfL Wolfsburg (Jürgen Meyer, Mario Kerber, G. Götz)                   | 13:51:51 |
| 4     | Eintracht Frankfurt (Hans Michalski, Günther Kowald, Walter Drössler) | 13:51:55 |
| 5     | SC Unterrieden (Herbert Klaus, Maximilian Müller, Gerhard Dörner)     | 13:52:00 |
| 6     | TSG 1878 Heidelberg (Peter Norden, Heinrich Jakob, Heyda)             | 14:01:45 |
| 7     | Eintracht Bad Kreuznach (Jürgen Kauer, Gerd Birnstock, Koch)          | 14:15:22 |
| 8     | TG Harkort Wetter (Gerhard Affeldt, Hartwig, Bauch)                   | 14:21:37 |

Datum: 15. Oktober
fand in Bergisch Gladbach statt

### Hochsprung
| Platz | Athlet, Verein                           | Höhe (m) |
| ----- | ---------------------------------------- | -------- |
| 1     | Gerd Nagel (LG Frankfurt)                | 2,30     |
| 2     | Andre Schneider (TV Wattenscheid 01)     | 2,27     |
| 3     | Dietmar Mögenburg (LG Bayer Leverkusen)  | 2,24     |
| 4     | Holger Marten (BTS Bremen)               | 2,24     |
| 5     | Jürgen Lichtenberg (LG Bayer Leverkusen) | 2,18     |
| 6     | Carlo Thränhardt (ASV Köln)              | 2,15     |
| 7     | Wolfgang Bachl (VfB Stuttgart)           | 2,15     |
| 8     | Michael Probst (TV Wattenscheid 01)      | 2,12     |
| 8     | Andreas Ketterer (Rot-Weiß Koblenz)      | 2,12     |
| 8     | Bernd Mühle (USC Mainz)                  | 2,12     |

Datum: 12. August

### Stabhochsprung
| Platz | Athlet, Verein                                  | Höhe (m) |
| ----- | ----------------------------------------------- | -------- |
| 1     | Günther Lohre (SV Salamander Kornwestheim)      | 5,55 DR  |
| 2     | Gerald Heinrich (Eintracht Frankfurt)           | 5,20000  |
| 3     | Peter Volmer (TV Wattenscheid 01)               | 5,10000  |
| 4     | Jürgen Winkler (LG Jägermeister Bonn-Troisdorf) | 5,10000  |
| 5     | Martin Fehling (TV 1885 Haiger)                 | 4,90000  |
| 6     | Peter Peinemann (Hannover 78)                   | 4,90000  |
| 7     | Dietmar Kunkel (Polizei SV Wuppertal)           | 4,90000  |
| 8     | Werner Penk (TV Wattenscheid 01)                | 4,70000  |
| 8     | Dietmar Wesp (LG Rems Murr)                     | 4,70000  |
| 8     | Ulf Dressler (TV Heppenheim)                    | 4,70000  |
| 8     | Manfred Reuter (Ettlinger SV)                   | 4,70000  |

Datum: 11. August
Mit seinen 5,55 m als Deutscher Meister stellte Günther Lohre einen neuen deutschen Rekord auf.

### Weitsprung
| Platz | Athlet, Verein                         | Weite (m) |
| ----- | -------------------------------------- | --------- |
| 1     | Jens Knipphals (VfL Wolfsburg)         | 7,94      |
| 2     | Joachim Busse (ASV Köln)               | 7,71      |
| 3     | Winfried Klepsch (TV Wattenscheid 01)  | 7,68      |
| 4     | Ulrich Meier (LG Offenburg)            | 7,66      |
| 5     | Willi Fromme (LG Bayer Leverkusen)     | 7,60      |
| 6     | Jürgen Hingsen (FC Bayer 05 Uerdingen) | 7,51      |
| 7     | Dr. Hans Schicker (LG Stiftland)       | 7,48      |
| 8     | Guido Kratschmer (USC Mainz)           | 7,46      |

Datum: 12. August

### Dreisprung
| Platz | Athlet, Verein                            | Weite (m) |
| ----- | ----------------------------------------- | --------- |
| 1     | Douglas Henderson (Eintracht Frankfurt)   | 16,09     |
| 2     | Klaus Kübler (SV Salamander Kornwestheim) | 16,05     |
| 3     | Dieter Eckert (TV Wattenscheid 01)        | 15,75     |
| 4     | Ludwig Franz (LAC Quelle Fürth)           | 15,67     |
| 5     | Wolfram Walther (Eintracht Frankfurt)     | 15,65     |
| 6     | Richard Kick (LAC Quelle Fürth)           | 15,40     |
| 7     | Johannes Schulte (USC Heidelberg)         | 15,28     |
| 8     | Clemens Grißmer (LAV Rala Ludwigshafen)   | 15,26     |

Datum: 11. August

### Kugelstoßen
| Platz | Athlet, Verein                                     | Weite (m) |
| ----- | -------------------------------------------------- | --------- |
| 1     | Ralf Reichenbach (LG Süd Berlin)                   | 19,32     |
| 2     | Claus-Dieter Föhrenbach (USC Heidelberg)           | 18,65     |
| 3     | Josef Forst (TV Wattenscheid 01)                   | 18,43     |
| 4     | Ferdinand Schladen (LG Bonn-Troisdorf)             | 17,97     |
| 5     | Henning Maßholder (USC Mainz)                      | 17,77     |
| 6     | Udo Gelhausen (LG Bayer Leverkusen)                | 17,48     |
| 7     | Norbert Dreifürst (LG Jägermeister Bonn-Troisdorf) | 17,26     |
| 8     | Karl-Heinz Otto (TV Wattenscheid 01)               | 17,13     |

Datum: 12. August

### Diskuswurf
| Platz | Athlet, Verein                       | Weite (m) |
| ----- | ------------------------------------ | --------- |
| 1     | Werner Hartmann (VfL Buchloe)        | 59,56     |
| 2     | Alwin Wagner (USC Mainz)             | 56,74     |
| 3     | Rolf Danneberg (LG Wedel-Pinneberg)  | 56,28     |
| 4     | Peter Schulze (Eintracht Frankfurt)  | 56,28     |
| 5     | Thomas Berlep (LG Frankfurt)         | 56,04     |
| 6     | Bernhard Fischer (LG Staufen)        | 55,04     |
| 7     | Lothar Pongratz (TV Wattenscheid 01) | 52,28     |
| 8     | Peter Melzer (LG Süd Berlin)         | 51,20     |

Datum: 11. August

### Hammerwurf
| Platz | Athlet, Verein                         | Weite (m) |
| ----- | -------------------------------------- | --------- |
| 1     | Karl-Hans Riehm (TV Wattenscheid)      | 76,90     |
| 2     | Klaus Ploghaus (ASC Darmstadt)         | 76,38     |
| 3     | Manfred Hüning (LAZ Rhede)             | 73,82     |
| 4     | Manfred Schubert (LG Bayer Leverkusen) | 72,96     |
| 5     | Hans-Martin Lotz (Hamburger SV)        | 68,06     |
| 6     | Karl-Heinz Müller (LG Frankfurt)       | 67,20     |
| 7     | Wolfgang Heinrich (LAC Quelle Fürth)   | 66,76     |
| 8     | Helmut Dollheimer (LAC Quelle Fürth)   | 65,52     |

Datum: 12. August

### Speerwurf
| Platz | Athlet, Verein                         | Weite (m) |
| ----- | -------------------------------------- | --------- |
| 1     | Michael Wessing (TV Wattenscheid)      | 87,14     |
| 2     | Helmut Schreiber (USC Heidelberg)      | 86,52     |
| 3     | Klaus Tafelmeier (LG Bayer Leverkusen) | 82,62     |
| 4     | Ottmar Strattner (LAC Quelle Fürth)    | 78,04     |
| 5     | Werner Kalb (LG Eckental)              | 76,96     |
| 6     | Josef Schaffarzik (LAC Quelle Fürth)   | 75,22     |
| 7     | Udo Mäußnest (LG Staufen)              | 75,18     |
| 8     | Karl-Heinz Janneck (LG ESV/PSV Essen)  | 73,50     |

Datum: 12. August

### Zehnkampf,1965er Wertung
| Platz | Athlet, Verein                        | P – offiz. Wert. | P – 85er Wert. |
| ----- | ------------------------------------- | ---------------- | -------------- |
| 1     | Guido Kratschmer (USC Mainz)          | 8484             | 8476           |
| 2     | Hans-Dieter Antretter (ASV Köln)      | 7943             | 7876           |
| 3     | Fritz Mehl (TG Nürtingen)             | 7917             | 7837           |
| 4     | Rudolf Brumund (USC Mainz)            | 7908             | 7858           |
| 5     | Wolfgang Muders (LG Bayer Leverkusen) | 7845             | 7806           |
| 6     | Dieter Leyckes (LG Bayer Leverkusen)  | 7823             | 7760           |
| 7     | Jens Schulze (USC Mainz)              | 7716             | 7618           |
| 8     | Claus Marek (LG Bayer Leverkusen)     | 7694             | 7624           |

Datum: 15./16. Juni
fand in Krefeld-Uerdingen statt

### Zehnkampf,1965er Wertung, Mannschaftswertung
| Platz | Verein, Besetzung                                                  | Leistung (Pkte) |
| ----- | ------------------------------------------------------------------ | --------------- |
| 1     | USC Mainz (Guido Kratschmer, Rudolf Brumund, Jens Schulze)         | 24.108          |
| 2     | LG Bayer Leverkusen (Wolfgang Muders, Dieter Leyckes, Claus Marek) | 23.363          |
| 3     | USC Mainz (Herbert Peter, Herbert Böck, Rudolf Hausner)            | 21.488          |
| 4     | MTG Mannheim (Andreas Rizzi, Thomas Rizzi, Klaus Geiß)             | 21.281          |
| 5     | LG Staufen (Siegfried Wentz, Hans-Joachim Häberle, Wolfgang Jans)  | 20.852          |
| 6     | SV Polizei Hamburg (D. Gerdau, Schroeder, Brand)                   | 20.477          |

Datum: 15./16. Juni
fand in Krefeld-Uerdingen statt
nur 6 Teams in der Wertung

### CrosslaufMittelstrecke –5735 m
| Platz | Athlet, Verein                           | Zeit (min) |
| ----- | ---------------------------------------- | ---------- |
| 1     | Manfred Schoeneberg (OSC Thier Dortmund) | 18:03,9    |
| 2     | Günter Zahn (LAC Quelle Fürth)           | 18:16,0    |
| 3     | Josef Lechner (TSV 1860 München)         | 18:24,8    |
| 4     | Reinhard Leibold (LAC Quelle Fürth)      | 18:28,3    |
| 5     | Karl Fleschen (LG Bayer Leverkusen)      | 18:29,1    |
| 6     | Hubert Schmieg (TV Bad Mergentheim)      | 18:35,1    |
| 7     | Emmerich Huber (TSV 1860 München)        | 18:40,0    |
| 8     | Martin Pütz (FSV Schwenningen)           | 18:43,6    |

Datum: 3./4. März
fand in Baunatal statt

### CrosslaufMittelstrecke –5735 m, Mannschaftswertung
| Platz | Verein, Besetzung                                                      | Platzziffer |
| ----- | ---------------------------------------------------------------------- | ----------- |
| 1     | LAC Quelle Fürth I (Günter Zahn, Reinhard Leibold, Anton Gorbunow)     | 022         |
| 2     | OSC Thier Dortmund (Manfred Schoeneberg, Friedrich Räker, Peter Spahn) | 039         |
| 3     | TSV 1860 München (Josef Lechner, Emmerich Huber, Gebhard Rädler)       | 046         |
| 4     | 1. FC Passau (Ulrich Gstöttl, Norbert Palsa, Robert Strasser)          | 065         |
| 5     | LG Bayer Leverkusen (Karl Fleschen, Peter Belger, Kaddatz)             | 074         |
| 6     | LG DJK boullo Andernach-Neuwied (Edmund Kaul, Schäfer, Michael Nagel)  | 116         |
| 7     | VfL Wolfsburg (Mann, Ulrich Parthier, Siefert)                         | 118         |
| 8     | LAC Quelle Fürth II (Eberhard Helm, Hermann, Oswald Engel)             | 123         |

Datum: 3./4. März
fand in Baunatal statt

### CrosslaufLangstrecke –11.280 m
| Platz | Athlet, Verein                         | Zeit (min) |
| ----- | -------------------------------------- | ---------- |
| 1     | Christoph Herle (LAC Quelle Fürth)     | 36:08,1    |
| 2     | Michael Karst (USC Mainz)              | 36:25,2    |
| 3     | Edmundo Warnke (LAC Quelle Fürth)      | 36:54,9    |
| 4     | Peter Alt (SV Saar 05 Saarbrücken)     | 37:16,2    |
| 5     | Werner Grommisch (LAZ bellanett Rhede) | 37:17,7    |
| 6     | Ralf Salzmann (PSV Grün-Weiß Kassel)   | 37:22,3    |
| 7     | Dr. Thomas Wessinghage (USC Mainz)     | 37:25,2    |
| 8     | Herbert Franke (LC Tanne Hunderdorf)   | 37:27,1    |

Datum: 3./4. März
fand in Baunatal statt

### CrosslaufLangstrecke –11.280 m, Mannschaftswertung
| Platz | Verein, Besetzung                                                            | Platzziffer |
| ----- | ---------------------------------------------------------------------------- | ----------- |
| 1     | LAC Quelle Fürth (Christoph Herle, Edmundo Warnke, Reinhard Leibold)         | 021         |
| 2     | LG Lage-Detmold (Dirk Sander, Mühlemeier, Norbert Bollweg)                   | 052         |
| 3     | PSV Grün-Weiß Kassel (Ralf Salzmann, Udo Engelbrecht, Winfried Aufenanger)   | 057         |
| 4     | SV Saar 05 Saarbrücken (Peter Alt, Werner Dörrenbächer, Volker Warschburger) | 081         |
| 5     | LG HNF Hamburg (Bernd-Joachim Deters, Ohlshausen, Helmut Dreyer)             | 100         |
| 6     | LAV Rala Ludwigshafen (Gerd Hammel, Hagen Jaedicke, Axel Hübenthal)          | 117         |
| 7     | SCC Berlin (Frank Zimmermann, Christian Ogrowsky, Wynen)                     | 128         |
| 8     | Preussen Krefeld (Riede, Quack, Schmidt)                                     | 132         |

Datum: 3./4. März
fand in Baunatal statt

## Meisterschaftsresultate Frauen

### 100 m
| Platz | Athletin, Verein                                    | Zeit (s) |
| ----- | --------------------------------------------------- | -------- |
| 1     | Annegret Richter, geb. Irrgang (OSC Thier Dortmund) | 11,28    |
| 2     | Cornelia Schniggendiller (LG Gütersloh)             | 11,72    |
| 3     | Petra Sharp (LAC Quelle Fürth)                      | 11,74    |
| 4     | Heidi-Elke Gaugel (VfL Sindelfingen)                | 11,79    |
| 5     | Susanne Kinder (TSV Bayer Dormagen)                 | 11,80    |
| 6     | Ute Rompf (TV 1885 Haiger)                          | 11,85    |
| 7     | Monika Hirsch (USC Mainz)                           | 11,90    |
| 8     | Dagmar Schenten (LG Frankfurt)                      | 11,91    |

Datum: 11. August
Wind: +1,3 m/s

### 200 m
| Platz | Athletin, Verein                                    | Zeit (s) |
| ----- | --------------------------------------------------- | -------- |
| 1     | Annegret Richter, geb. Irrgang (OSC Thier Dortmund) | 22,96    |
| 2     | Cornelia Schniggendiller (LG Gütersloh)             | 23,59    |
| 3     | Heidi-Elke Gaugel (VfL Sindelfingen)                | 23,70    |
| 4     | Heike Schmidt (TV Voerde)                           | 24,07    |
| 5     | Anne Griese (LAV Düsseldorf)                        | 24,08    |
| 6     | Ute Finger (OSC Thier Dortmund)                     | 24,08    |
| 7     | Liesel Albert, geb. Krauhs (TV 1895 Elm)            | 24,40    |
| DNF   | Silke Rasch (VfL Wolfsburg)                         |          |

Datum: 12. August
Wind: −0,8 m/s

### 400 m
| Platz | Athletin, Verein                              | Zeit (s) |
| ----- | --------------------------------------------- | -------- |
| 1     | Elke Decker (TuS 04 Leverkusen)               | 52,06    |
| 2     | Margit Weller (LG Ostsaar)                    | 53,48    |
| 3     | Heidrun Leithäuser (LG Waldeck)               | 54,07    |
| 4     | Marlies Kühn (LG Jägermeister Bonn-Troisdorf) | 54,13    |
| 5     | Brigitte Brückner (LAC Quelle Fürth)          | 54,39    |
| 6     | Margarethe Schorr (LG Ostsaar)                | 54,71    |
| 7     | Petra Thiessel (LAV Hamburg Nord)             | 55,23    |
| 8     | Anke Bätjer (TK Hannover)                     | 56,11    |

Datum: 12. August

### 800 m
| Platz | Athletin, Verein                       | Zeit (min) |
| ----- | -------------------------------------- | ---------- |
| 1     | Ursula Hook (OSC Thier Dortmund)       | 2:00,8     |
| 2     | Margrit Klinger (TV Obersuhl)          | 2:01,4     |
| 3     | Brigitte Koczelnik (TuS 04 Leverkusen) | 2:02,5     |
| 4     | Elisabeth Schacht (ASV Köln)           | 2:02,9     |
| 5     | Petra Kleinbrahm (TuS 04 Leverkusen)   | 2:04,3     |
| 6     | Rosemarie Lehnisch (LAV Gütersloh)     | 2:08,2     |
| 7     | Beate Pastoor (TSV Ebingen)            | 2:08,5     |
| 8     | Raela Schwerdtfeger (LG Nord Berlin)   | 2:08,5     |

Datum: 11. August

### 1500 m
| Platz | Athletin, Verein                               | Zeit (min) |
| ----- | ---------------------------------------------- | ---------- |
| 1     | Brigitte Kraus (ASV Köln)                      | 4:13,3     |
| 2     | Mathilde Heuing (LG Gütersloh)                 | 4:16,7     |
| 3     | Charlotte Teske, geb. Bernhard (ASC Darmstadt) | 4:16,8     |
| 4     | Vera Steiert (ASV Köln)                        | 4:17,1     |
| 5     | Maria Mödl (MTV Ingolstadt)                    | 4:19,2     |
| 6     | Steffi Böker (Bielefelder TG)                  | 4:20,9     |
| 7     | Jutta Jooß (VfL Sindelfingen)                  | 4:21,2     |
| 8     | Martina Krott (Alemannia Aachen)               | 4:21,7     |

Datum: 12. August

### 3000 m
| Platz | Athletin, Verein                                      | Zeit (min) |
| ----- | ----------------------------------------------------- | ---------- |
| 1     | Brigitte Kraus (ASV Köln)                             | 8:54,4 BR  |
| 2     | Charlotte Teske, geb. Bernhard (ASC Darmstadt)        | 9:10,7000  |
| 3     | Ellen Wessinghage, geb. Tittel (USC Mainz)            | 9:17,7000  |
| 4     | Renate Kieninger (LG Offenburg)                       | 9:22,8000  |
| 5     | Päivi Roppo/Finnland (LG Jägermeister Bonn-Troisdorf) | 9:25,2000  |
| 6     | Mathilde Heuing (LG Gütersloh)                        | 9:26,4000  |
| 7     | Jutta Jooß (VfL Sindelfingen)                         | 9:27,0000  |
| 8     | Elvira Hofmann (TV Bad Mergentheim)                   | 9:27,0000  |

Datum: 2. Juni
fand in Ludwigshafen statt
Brigitte Kraus stellte in diesem Rennen einen neuen DLV-Rekord auf.

### 25-km-Straßenlauf
| Platz | Athletin, Verein                                                    | Zeit (h) |
| ----- | ------------------------------------------------------------------- | -------- |
| 1     | Christa Vahlensieck, geb. Kofferschläger (Barmer TV 1846 Wuppertal) | 1:29:13  |
| 2     | Heide Brenner (LG Jägermeister Bonn-Troisdorf)                      | 1:31;12  |
| 3     | Charlotte Teske, geb. Bernhard (ASC Darmstadt)                      | 1:32:14  |
| 4     | Angelika Stephan (LG Kassel/Baunatal)                               | 1:32,26  |
| 5     | Annemarie Hilkenbach (Post-SV Brilon)                               | 1:34:11  |
| 6     | Doris Schlosser (LG co op Kurpfalz)                                 | 1:36:30  |
| 7     | Sibylle Heldmaier (VfL Sindelfingen)                                | 1:36:54  |
| 8     | Sabine Ohle (Sport-Union Annen)                                     | 1:37:15  |

Datum: 22. April
fand in Achern statt

### Marathon
| Platz | Athletin, Verein                      | Zeit (h) |
| ----- | ------------------------------------- | -------- |
| 1     | Liane Winter (VfL Wolfsburg)          | 2:26:29  |
| 2     | Annemarie Hilkenbach (Post-SV Brilon) | 2:59:56  |
| 3     | Gerlinde Püttmann (LAZ Hamm)          | 3:03:38  |
| 4     | Angelika Brandt (OSC Berlin)          | 3:05:51  |
| 5     | Christel Heine (SCC Berlin)           | 3:08:52  |
| 6     | Ursula Miehe (VfL Wolfsburg)          | 3:09:19  |
| 7     | Waltraud Bayer (Post SV Bremen)       | 3:13:27  |
| 8     | Kerstin Neiser-Funke (OSC Hoechst)    | 3:15:19  |

Datum: 1. September
fand in Hamburg-Neugraben statt

### Marathon, Mannschaftswertung
| Platz | Verein, Besetzung                                                        | Zeit (h) |
| ----- | ------------------------------------------------------------------------ | -------- |
| 1     | VfL Wolfsburg (Liane Winter, Ursula Miehe, Brigitte Jordan)              | 9:31:19  |
| 2     | Post SV Brilon (Annemarie Hilkenbach, Brigitte Klaholz, Gretel Meschede) | 9:52:22  |
| 3     | OSC Hoechst (Kerstin Neiser-Funke, Ursula Lauffs, Edith Schneider)       | 9:54:05  |
| 4     | TUSEM Essen (Gisela Neiß, Lilo Kalweit-Marloth, Juliane Wübbeling)       | 10:24:41 |
| 5     | SV Friedrichsgabe (Gudrun Töpperling, Nadine Höß, Rosemarie Werneburg)   | 11:38:39 |

Datum: 1. September
fand in Hamburg-Neugraben statt
nur 5 Mannschaften in der Wertung

### 100 m Hürden
| Platz | Athletin, Verein                              | Zeit (s) |
| ----- | --------------------------------------------- | -------- |
| 1     | Doris Baum (TK Grevenbroich)                  | 13,02    |
| 2     | Silvia Kempin, geb. Käwel (TuS 04 Leverkusen) | 13,11    |
| 3     | Roswitha Riechardt (SV Alemannia Kamp)        | 13,36    |
| 4     | Andrea Manke (TK Grevenbroich)                | 13,37    |
| 5     | Leonore Leidel (LG Bayer Leverkusen)          | 13,40    |
| 6     | Ingrid Schleich (SpVgg Herten)                | 13,77    |
| 7     | Anke Köninger (TG Nürtingen)                  | 13,80    |
| 8     | Iris Decher (TuS 04 Leverkusen)               | 14,02    |

Datum: 12. August
Wind: +2,3 m/s

### 400 m Hürden
| Platz | Athletin, Verein                                 | Zeit        |
| ----- | ------------------------------------------------ | ----------- |
| 1     | Silvia Hollmann (OSC Thier Dortmund)             | 0057,30 s00 |
| 2     | Erika Weinstein, geb. Götz (LG Bayer Leverkusen) | 0058,92 s00 |
| 3     | Susanne Anlauf (LG Ostsaar)                      | 1:00,34 min |
| 4     | Regina Westedt (VfL Wolfsburg)                   | 1:01,60 min |
| 5     | Angela Wilhelm (LG Nord Berlin)                  | 1:01,77 min |
| 6     | Margit Weller (LG Ostsaar)                       | 1:02,93 min |

Datum: 2. Juni
fand in Ludwigshafen statt
nur 6 Läuferinnen im Finale

### 4 × 100 m Staffel
| Platz | Verein, Besetzung                                                                               | Zeit (s)  |
| ----- | ----------------------------------------------------------------------------------------------- | --------- |
| 1     | OSC Thier Dortmund (Sabine Klösters, Elke Vollmer, Annegret Richter geb. – Irrgang, Ute Finger) | 44,22 BRV |
| 2     | LG Bayer Leverkusen (Anke Weigt, Sabine Wecke, Evelyn Rauhut, Elvira Possekel)                  | 45,210000 |
| 3     | LAC Quelle Fürth (Brigitte Brückner, Ulrike Sommer, Petra Sharp, Cornelia Sulek)                | 45,360000 |
| 4     | SCC Berlin (Marion Claßen-Beblo, Irena Knurr, Sabina Beblo, Katja Seidel)                       | 45,850000 |
| 5     | TSV Bayer Dormagen (Ute Weichenthal, Elke Barth, Birgit Seiring, Susanne Kinder)                | 46,050000 |
| 6     | VfL Sindelfingen (Angelika Locher, Heidi-Elke Gaugel, Gisela Eichler, Friedericke Vombohr)      | 46,250000 |
| 7     | LAV Düsseldorf (Heike vom Wege, Anne Griese, Sabine Everts, Becker)                             | 46,510000 |
| 8     | Hamburger SV (Schwennecke, Annegret Affeldt, A. Baganz, Christa Striezel – geb. Herzog)         | 46,980000 |

Datum: 12. August
Die Läuferinnen des OSC Thier Dortmund stellten mit ihrer Siegerzeit einen neuen DLV-Rekord für Vereinsstaffeln auf.

### 4 × 400 m Staffel
| Platz | Verein, Besetzung                                                                                      | Zeit (min) |
| ----- | --- | ---------- |
| 1     | TuS 04 Leverkusen (Brigitte Koczelnik, Gisela Klein – geb. Ellenberger, Petra Kleinbrahm, Elke Decker) | 3:37,6     |
| 2     | LG Ostsaar (Susanne Anlauf, Margarethe Schorr, Ulrike Seyler, Margit Weller)                           | 3:38,0     |
| 3     | LG Nord Berlin (Müller, Angela Wilhelm, Raela Schwerdtfeger, Wegener)                                  | 3:42,4     |
| 4     | LG Bayer Leverkusen (Köhler, Marion Schwerdtfeger, Erika Weinstein -geb. Götz, Evelyn Rauhut)          | 3:43,6     |
| 5     | LAV Hamburg Nord (Staehr, Dammann, Hansen, Petra Thiessel)                                             | 3:47,3     |
| 6     | LAV Dortmund (Nagel, Klaes, Albers, Pauls)                                                             | 3:49,7     |
| 7     | SuS Schalke 96 (Hemeling, Stammen, Hemforth, Labuda)                                                   | 4:07,1     |

Datum: 11. August
nur 7 Staffeln am Start

### 3 × 800 m Staffel
| Platz | Verein, Besetzung                                                   | Zeit (min) |
| ----- | ------------------------------------------------------------------- | ---------- |
| 1     | ASV Köln (Vera Steiert, Elisabeth Schacht, Brigitte Kraus)          | 6:13,2     |
| 2     | USC Mainz (K. Schmitt, R. Schmidt, Ellen Wessinghage – geb. Tittel) | 6:41,0     |
| 3     | LG ESV/PSV Essen (Rehhausen, Godde, Nolte)                          | 6:43,3     |
| 4     | LG Jägermeister Bonn-Troisdorf (Kählert, Conrady, Gierang)          | 6:45,6     |
| 5     | LG Gütersloh (Marie-Luise Ober, Büscher, Mathilde Heuing)           | 6:48,6     |
| 6     | TK Hannover (Braumann, Lehmann, Anke Bätjer)                        | 6:48,7     |
| 7     | LG Sieg (Inge Mombour, Ursula Ermert, Martina Mathes)               | 6:52,2     |
| 8     | SCC Berlin (Staschik, Grett, Eva-Maria Lehmann)                     | 6:53,1     |

Datum: 15. September
fand in Ingelheim statt

### Hochsprung
| Platz | Athletin, Verein                       | Höhe (m) |
| ----- | -------------------------------------- | -------- |
| 1     | Ulrike Meyfarth (TuS 04 Leverkusen)    | 1,90     |
| 2     | Brigitte Holzapfel (TuS 04 Leverkusen) | 1,87     |
| 3     | Annette Harnack (TuS 04 Leverkusen)    | 1,87     |
| 4     | Anja Wolf (USC Mainz)                  | 1,81     |
| 5     | Katrin Bück (LBV Phönix Lübeck)        | 1,76     |
| 5     | Stefanie Reitz (LG Ostsaar)            | 1,76     |
| 7     | Hermine Rengstl (LG Regensburg)        | 1,76     |
| 7     | Angelika Holder (VfL Kirchheim/Teck)   | 1,76     |

Datum: 11. August

### Weitsprung
| Platz | Athletin, Verein                   | Weite (m) |
| ----- | ---------------------------------- | --------- |
| 1     | Sabine Everts (LAV Düsseldorf)     | 6,49      |
| 2     | Anke Weigt (LG Bayer Leverkusen)   | 6,46      |
| 3     | Ulrike Paas (ASV Köln)             | 6,38      |
| 4     | Edith Oker (VfB Stuttgart)         | 6,24      |
| 5     | Heike Schmidt (TV Voerde)          | 6,13      |
| 6     | Rita Meurer (TuS 04 Leverkusen)    | 6,12      |
| 7     | Sabine Wecke (LG Bayer Leverkusen) | 6,06      |
| 8     | Karin Hänel (ASV Köln)             | 6,06      |

Datum: 11. August

### Kugelstoßen
| Platz | Athletin, Verein                   | Weite (m) |
| ----- | ---------------------------------- | --------- |
| 1     | Eva Wilms (LAC Quelle Fürth)       | 18,98     |
| 2     | Beatrix Philipp (LAC Quelle Fürth) | 17,87     |
| 3     | Ute Rompf (TV 1885 Haiger)         | 15,75     |
| 4     | Jutta Weide (LG Baden-Baden)       | 15,70     |
| 5     | Cornelia Sulek (LAC Quelle Fürth)  | 15,08     |
| 6     | Veronika Czorny (LG Frankfurt)     | 15,04     |
| 7     | Claudia Losch (TV Wattenscheid 01) | 14,95     |
| 8     | Jutta Göhler (ASV Köln)            | 14,81     |

Datum: 12. August

### Diskuswurf
| Platz | Athletin, Verein                  | Weite (m) |
| ----- | --------------------------------- | --------- |
| 1     | Ingra Manecke (LAC Quelle Fürth)  | 56,16     |
| 2     | Doris Gutewort (OSC Berlin)       | 51,08     |
| 3     | Eva Wilms (LAC Quelle Fürth)      | 50,04     |
| 4     | Cornelia Sulek (LAC Quelle Fürth) | 49,24     |
| 5     | Andrea Röddecke (VfL Wolfsburg)   | 46,12     |
| 6     | Petra Meyer (Hamburger SV)        | 46,08     |
| 7     | Ingrid Pohlner (LG Frankfurt)     | 45,08     |
| 8     | Maria Heimburger (TV Meißenheim)  | 44,06     |

Datum: 11. August

### Speerwurf
| Platz | Athletin, Verein                               | Weite (m) |
| ----- | ---------------------------------------------- | --------- |
| 1     | Ingrid Thyssen (ASV Köln)                      | 60,36     |
| 2     | Eva Helmschmidt (LG Kappelberg)                | 53,68     |
| 3     | Waltraud Glasauer, geb. Romberger (TSV Speyer) | 52,38     |
| 4     | Constanze Zahn (TuS 04 Leverkusen)             | 52,36     |
| 5     | Heide Adametz (LG Eckental)                    | 51,62     |
| 6     | Karin Tast (LG Süd Berlin)                     | 50,88     |
| 7     | Angela Wondratschek (VfB Stuttgart)            | 50,10     |
| 8     | Heidi Repser (LG Eckental)                     | 49,68     |

Datum: 11. August

### Fünfkampf,1977er Wertung
| Platz | Athletin, Verein                         | P – offiz. Wert. | P – 81er Wert. |
| ----- | ---------------------------------------- | ---------------- | -------------- |
| 1     | Beatrix Philipp (LAC Quelle Fürth)       | 4494             | 4488           |
| 2     | Eva Wilms (LAC Quelle Fürth)             | 4459             | 4471           |
| 3     | Monika Krolkiewicz (LG Süd Berlin)       | 4317             | 4301           |
| 4     | Angelika Holder (TV Neidlingen)          | 4150             | 4093           |
| 5     | Liesel Albert, geb. Krauhs (TV 1895 Elm) | 4081             | 3995           |
| 6     | Angelika Wedwing (FC Schalke 04)         | 3958             | 3869           |
| 7     | Christa Köhler (LG Bayer Leverkusen)     | 3899             | 3807           |
| 8     | Brigitte Göhrs (TK Hannover)             | 3867             | 3755           |

Datum: 15./16. Juni
fand in Krefeld-Uerdingen statt

### Fünfkampf,1977er Wertung– Mannschaftswertung
| Platz | Verein, Besetzung                                                      | Leistung (Pkte) |
| ----- | ---------------------------------------------------------------------- | --------------- |
| 1     | LAC Quelle Fürth (Beatrix Philipp, Eva Wilms, Cornelia Sulek)          | 13.544          |
| 2     | LG Bayer Leverkusen (Claudia Losch, Christa Köhler, Heling)            | 11.927          |
| 3     | LG Wilhelmshaven (Marita Gabriel, Marlis Wilken, Sabine Buss)          | 11.655          |
| 4     | LAV co op Dortmund (Uta Walter, Klaes, Elke Walter)                    | 11.217          |
| 5     | LAV Hamburg Nord (von Hassel, Dölling, Dammann)                        | 10.941          |
| 6     | TV 1895 Elm (Liesel Albert – geb. Krauhs, Cilli Schwinn, Elfi Schwinn) | 10.919          |
| 7     | FC Schalke 04 (Angelika Wedwing, Schäfers, Lukaßen)                    | 10.806          |

Datum: 15./16. Juni
fand in Krefeld-Uerdingen statt
nur 7 Teams in der Wertung

### CrosslaufMittelstrecke –3660 m
| Platz | Athletin, Verein                                                    | Zeit (min) |
| ----- | ------------------------------------------------------------------- | ---------- |
| 1     | Ellen Wessinghage, geb. Tittel (USC Mainz)                          | 10:55,2    |
| 2     | Brigitte Kraus (ASV Köln)                                           | 10:59,4    |
| 3     | Monika Greschner (ASV Köln)                                         | 11:07,8    |
| 4     | Maria Mödl (MTV Ingolstadt)                                         | 11:13,4    |
| 5     | Christa Vahlensieck, geb. Kofferschläger (Barmer TV 1846 Wuppertal) | 11:14,6    |
| 6     | Mathilde Heuing (LG Gütersloh)                                      | 11:39,3    |
| 7     | Irene Keppke (1. FC Nürnberg)                                       | 11:44,0    |
| 8     | Susanne Gärtner (Hamburger SV)                                      | 11:48,5    |

Datum: 3./4. März
fand in Baunatal statt

### CrosslaufMittelstrecke –3660 m, Mannschaftswertung
| Platz | Verein, Besetzung                                                                      | Platzziffer |
| ----- | -------------------------------------------------------------------------------------- | ----------- |
| 1     | ASV Köln (Brigitte Kraus, Monika Greschner, Sabine Weiß)                               | 14          |
| 2     | LAV Hamburg Nord (Petra Jürgensen, Waidt, Dammann)                                     | 51          |
| 3     | USC Mainz (Ellen Wessinghage – geb. Tittel, Claudia Gabel, Schmidt)                    | 51          |
| 4     | TSV Bad Wörishofen (Susanne Schlichtherle, Ingrid Lutzenberger, Barbara Schlichtherle) | 53          |
| 5     | LC Mengerskirchen (Breithecker, Meuser, Hartung)                                       | 54          |
| 6     | LG Gütersloh (Mathilde Heuing, Büscher, Marie-Luise Ober)                              | 55          |
| 7     | ASV Süchteln (Houben, Irmgard Detrée, Henselowsky)                                     | 77          |

Datum: 3./4. März
fand in Baunatal statt
nur 7 Mannschaften in der Wertung

### CrosslaufLangstrecke –6005 m
| Platz | Athletin, Verein                                                    | Zeit (min) |
| ----- | ------------------------------------------------------------------- | ---------- |
| 1     | Heide Brenner (LG Jägermeister Bonn-Troisdorf)                      | 22:05,0    |
| 2     | Charlotte Teske, geb. Bernhard (ASC Darmstadt)                      | 22:19,0    |
| 3     | Päivi Roppo/Finnland (LG Jägermeister Bonn-Troisdorf)               | 22:20,8    |
| 4     | Renate Kieninger (LG Offenburg)                                     | 22:31,1    |
| 5     | Ulrike Heinz (LG Jägermeister Bonn-Troisdorf)                       | 22:48,8    |
| 6     | Barbara Will (ASC Darmstadt)                                        | 22:50,8    |
| 7     | Christa Vahlensieck, geb. Kofferschläger (Barmer TV 1846 Wuppertal) | 22:52,4    |
| 8     | Christiane Mulle (LG Göttingen)                                     | 22:55,6    |

Datum: 3./4. März
fand in Baunatal statt

### CrosslaufLangstrecke –6005 m, Mannschaftswertung
| Platz | Verein, Besetzung                                                                  | Platzziffer |
| ----- | ---------------------------------------------------------------------------------- | ----------- |
| 1     | LG Jägermeister Bonn-Troisdorf (Heide Brenner, Päivi Roppo/Finnland, Ulrike Heinz) | 09          |
| 2     | ASC Darmstadt (Charlotte Teske – geb. Bernhard, Barbara Will, Döge)                | 26          |
| 3     | LG Kassel/Baunatal (Angelika Stephan, Groß, Schneider)                             | 44          |
| 4     | LG Göttingen (Christiane Mulle, Schmitt, Diederich)                                | 64          |
| 5     | LAC Quelle Fürth (Waltraud Fajeruzoff – geb. Simolka, Ute Gelhaar, Ulrike Urban)   | 68          |

Datum: 3./4. März
fand in Baunatal statt
nur 5 Mannschaften in der Wertung